# Rue Contant
Pour les articles homonymes, voir Avenue Henri-Barbusse.
La rue Contant est un axe de communication de Gagny qui suit la route départementale 370.

## Situation et accès

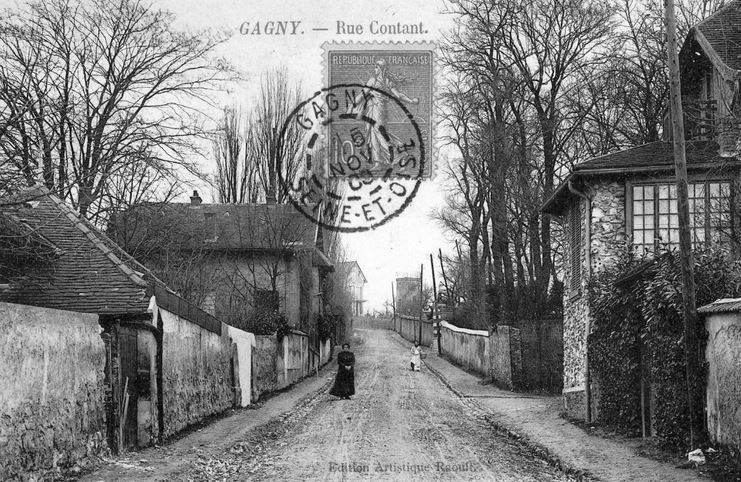
Carte postale de la rue Contant.

Partant du nord, elle traverse la promenade de la Dhuis, sous laquelle passe l'aqueduc de la Dhuis en souterrain. Elle longe ensuite le site des carrières de l'ouest, puis le parc Courbet, pour se terminer dans le prolongement de la rue Saint-Germain.
Elle est desservie par la gare de Gagny.

## Origine du nom

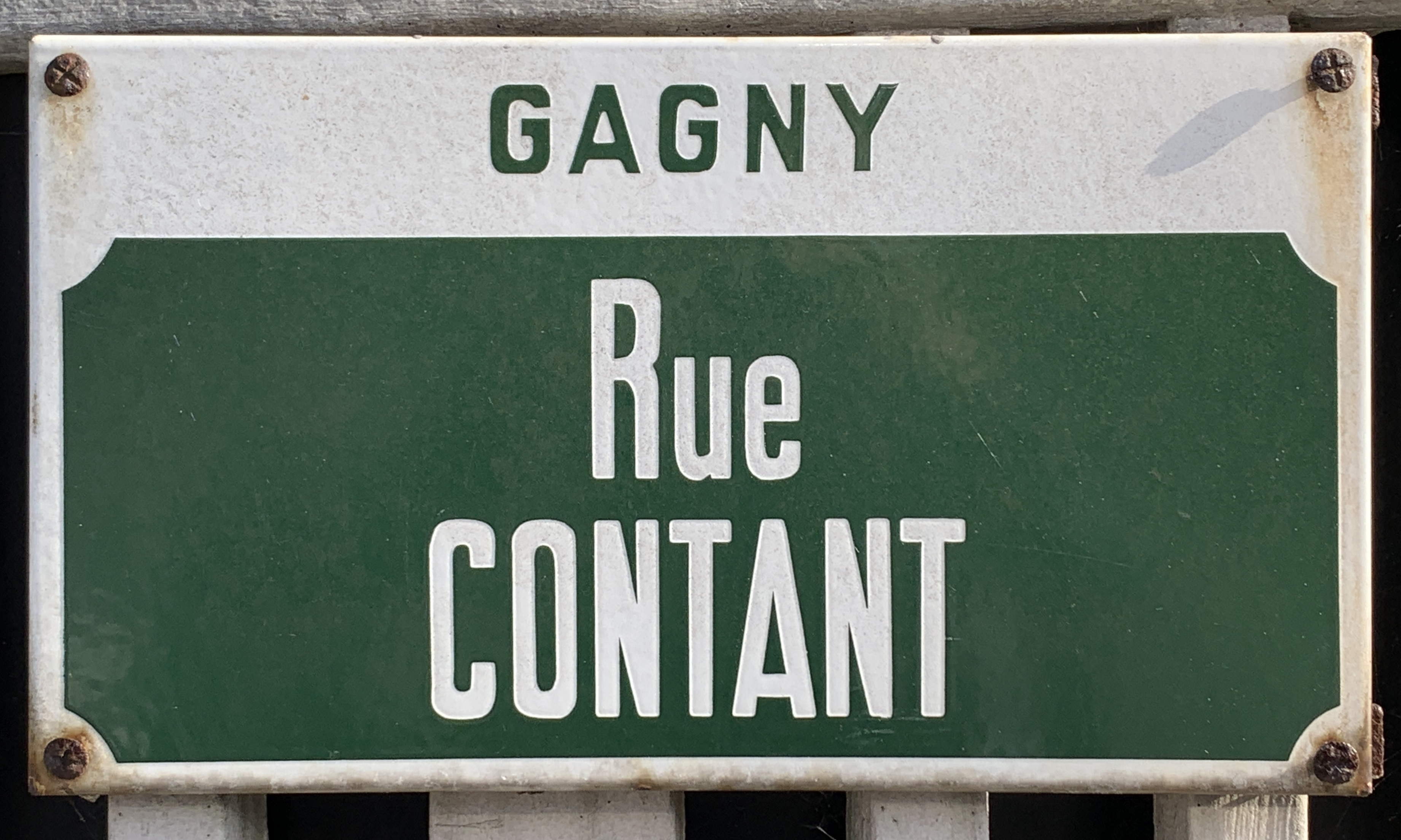
Plaque de la Rue Contant

Cette rue a été nommée en hommage à Nicolas Contant, maire de la ville du 27 février au 25 décembre 1853.

## Historique

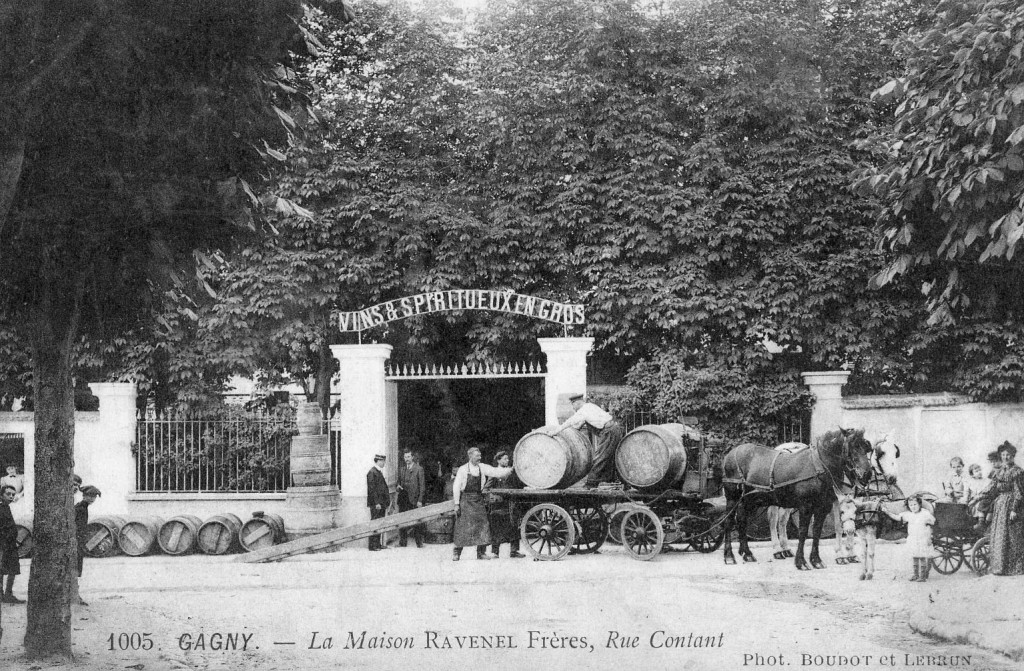
La maison Ravenel, rue Contant.

On y trouvait autrefois des plants de vignes, dont le vin était notamment vendu par la maison Ravenel.
En 1990, des cépages de Gamay, Beaujolais et Chardonnay ont été replantés, qui produisent le vin du clos des collines de Gagny.

## Bâtiments remarquables et lieux de mémoire

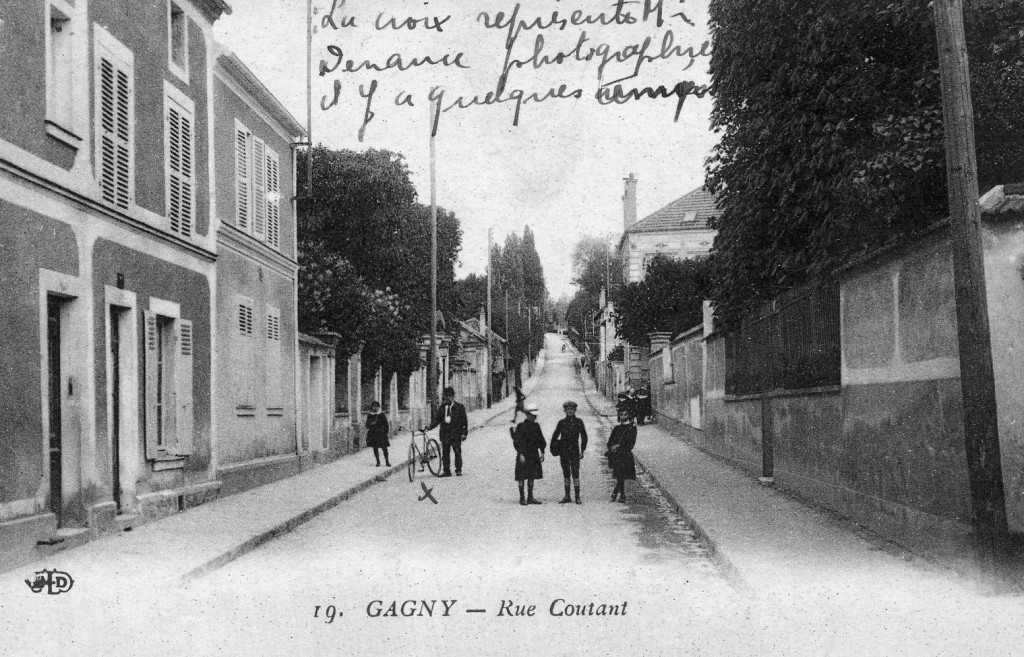
La rue Contant vers 1900.

- Parc Gustave-Courbet, et la ferme du Parc Courbet.
- Emplacement d'une tourelle, aujourd'hui disparue[6].
- La maison Baschet, surnommée le Coteau, construite en 1887 par René Baschet, directeur de L'Illustration[7],[8]. S’y réunirent à la Belle-Époque des célébrités publiées dans ce journal, ainsi Georges Clemenceau ou Anatole France[9].
- Elle a été représentée par une toile de Michel Rigel, Gagny, rue Contant.
- Anciennes carrières de gypse, exploitées en souterrain, côté ouest[10], provoquant de temps à autre des affaissements de terrain[11]. Dans les années 1990, on y a trouvé des vides s'élevant à quinze ou vingt mètres de haut[12].